# Huernia archeri
Huernia archeri är en oleanderväxtart som beskrevs av Leslie Larry Charles Leach. Huernia archeri ingår i släktet Huernia och familjen oleanderväxter. Inga underarter finns listade i Catalogue of Life.